# Dekanat Lesko
Dekanat Lesko – dekanat archidiecezji przemyskiej, archiprezbiterat bieszczadzki.

## Historia
W 1783 roku hr. Joseph Brigido gubernator Galicji, zwrócił się do bpa Antoniego Betańskiego w sprawie dostosowania granic dekanatów do nowego podziału cyrkularnego.
W 1785 roku został utworzony dekanat leski, z wydzielonego terytorium dekanatu sanockiego. W skład dekanatu weszły parafie: Lesko, Hoczew, Jasień, Mrzygłód, Polana, Tyrawa Wołoska, Uherce, Wołkowyja.

## Parafie
- Baligród – pw. Niepokalanego Poczęcia Najświętszej Maryi Panny
  - Stężnica – kościół filialny pw. Matki Bożej Fatimskiej
  - Kołonice – Jabłonki – kościół filialny pw. Matki Bożej Królowej Polski
- Bezmiechowa Górna – pw. Narodzenia Najświętszej Maryi Panny
  - Manasterzec – kościół filialny pw. Przemienienia Pańskiego
- Cisna – pw. św. Stanisława Biskupa
  - Przysłup – kościół filialny pw. Wszystkich Świętych
- Hoczew – pw. św. Anny
  - Nowosiółki – kościół filialny pw. św. Józefa
- Jankowce – Glinne – św. Jadwigi Królowej
  - Glinne – kościół filialny pw. Miłosierdzia Bożego
- Lesko – pw. Nawiedzenia Najświętszej Maryi Panny
  - Weremień – kościół filialny pw. Matki Bożej Częstochowskiej
  - Postołów – kościół filialny pw. Podwyższenia Krzyża Świętego
- Mchawa – pw. Podwyższenia Krzyża Świętego
  - Cisowiec – kościół filialny pw. św. Jana z Dukli
  - Roztoki Dolne – kościół filialny pw. św. Michała Archanioła
- Średnia Wieś – pw. Narodzenia Najświętszej Maryi Panny

## Zgromadzenia zakonne
- Lesko – ss. Służebniczki starowiejskie (1900)